# Cratere Bohar
Bohar è un cratere sulla superficie di Marte.